# Мічхон
Мічхон (кор. 미천, 美川,  Micheon, Mich'ŏn; пом. 331) — корейський ван, п'ятнадцятий правитель держави Когурьо періоду Трьох держав.

## Біографія
Був онуком вана Сочхона та сином Го Дол-го, якого було вбито за наказом вана Понсана.
Після вбивства батька Мічхон був змушений переховуватись у горах. 300 року, після того як міністри Понсана організували змову та змусили вана вчинити самогубство, вони запросили зайняти трон саме Мічхона.
Мічхон переймався розвитком свого війська. Завдяки цьому під час розпаду китайської Династії Цзінь ван зумів розширити кордони Когурьо на Ляодунський півострів та деякі інші китайські командирства. Завоювання Мічхона мали дуже велике значення, оскільки вони зняли 400-річну присутність китайських держав на Корейському півострові.
За часів правління Мічхона Когурьо зіштовхнулась зі зростанням могутності племен сяньбі на заході. Це спричинило постійні сутички між Когурьо та сяньбі, втім досягти гегемонії в Ляодуні не зміг жоден з володарів: ані ван Когурьо, ані правитель сяньбі. 330 року Мічхон відрядив посольство до Чжоу з проханням допомоги в боротьбі проти сяньбі, зокрема корейський ван пропонував здійснити напад на сяньбі зі сходу.
Мічхон помер 331 року, після чого трон зайняв його син Когугвон. За дванадцять років його рештки викрали під час вторгнення Ранньої Янь та вимагали за них викуп.